# 후쿠이역 (후쿠이현)
후쿠이역(일본어: 福井駅, ふくいえき)은 일본 후쿠이현 후쿠이시에 있는 서일본 여객철도. 해피라인 후쿠이와 에치젠 철도의 철도역이다.
에치젠하난도역을 기점으로 하는 에쓰미호쿠 선의 운행 상의 종착역이다.

## 이용 가능한 철도 노선
- 서일본 여객철도
  - 에쓰미호쿠 선 (구즈류 선)
  - 호쿠리쿠 신칸센
- 해피라인 후쿠이
  - 해피라인 후쿠이선
- 에치젠 철도
  - 가쓰야마에이헤이지 선
  - 미쿠니아와라 선

## 역 구조

### 서일본 여객철도/해피라인 후쿠이

#### 신칸센
| 승강장 | 노선            | 방향 | 행선               |
| ------ | --------------- | ---- | ------------------ |
| 11     | 호쿠리쿠 신칸센 | 상행 | 가나자와・도쿄방면 |
| 12     | 호쿠리쿠 신칸센 | 하행 | 쓰루가 방면        |

#### 재래선
2면 5선 구조의 고가역이다. 호쿠리쿠 본선 미나미이마조 역 ~ 우시노야 역 구간과 에쓰미호쿠 선 전 구간을 관리하는 후쿠이 지역 철도부가 위치해 있다.
| 1・3 | ■ 해피라인 후쿠이선 | 하행 | 다이쇼지 방면             | 일부 4 번 승차장에서 출발 |
| 2    | ■ 구즈류 선         | -    | 에치젠오노・구즈류코 방면 | -                         |
| 4・5 | ■ 해피라인 후쿠이선 | 상행 | 쓰루가 방면               | -                         |

### 에치젠 철도
섬식 1면 2선 구조의 지상역이다. 향후 고가화가 계획되어 있다.
| 1 | ■ 미쿠니아와라 선       | 아와라유노마치・미쿠니코 방면 |
| 2 | ■ 가쓰야마에이헤이지 선 | 에이헤이지구치・가쓰야마 방면 |

## 역세권 정보
- 후쿠이에키마에 역 (후쿠이 철도 후쿠부 선) ※ 후쿠이 역 서쪽 약 150m의 위치에 있다.
- 후쿠이 성
- NHK 후쿠이 방송국
- 후쿠이 FM방송

## 역사

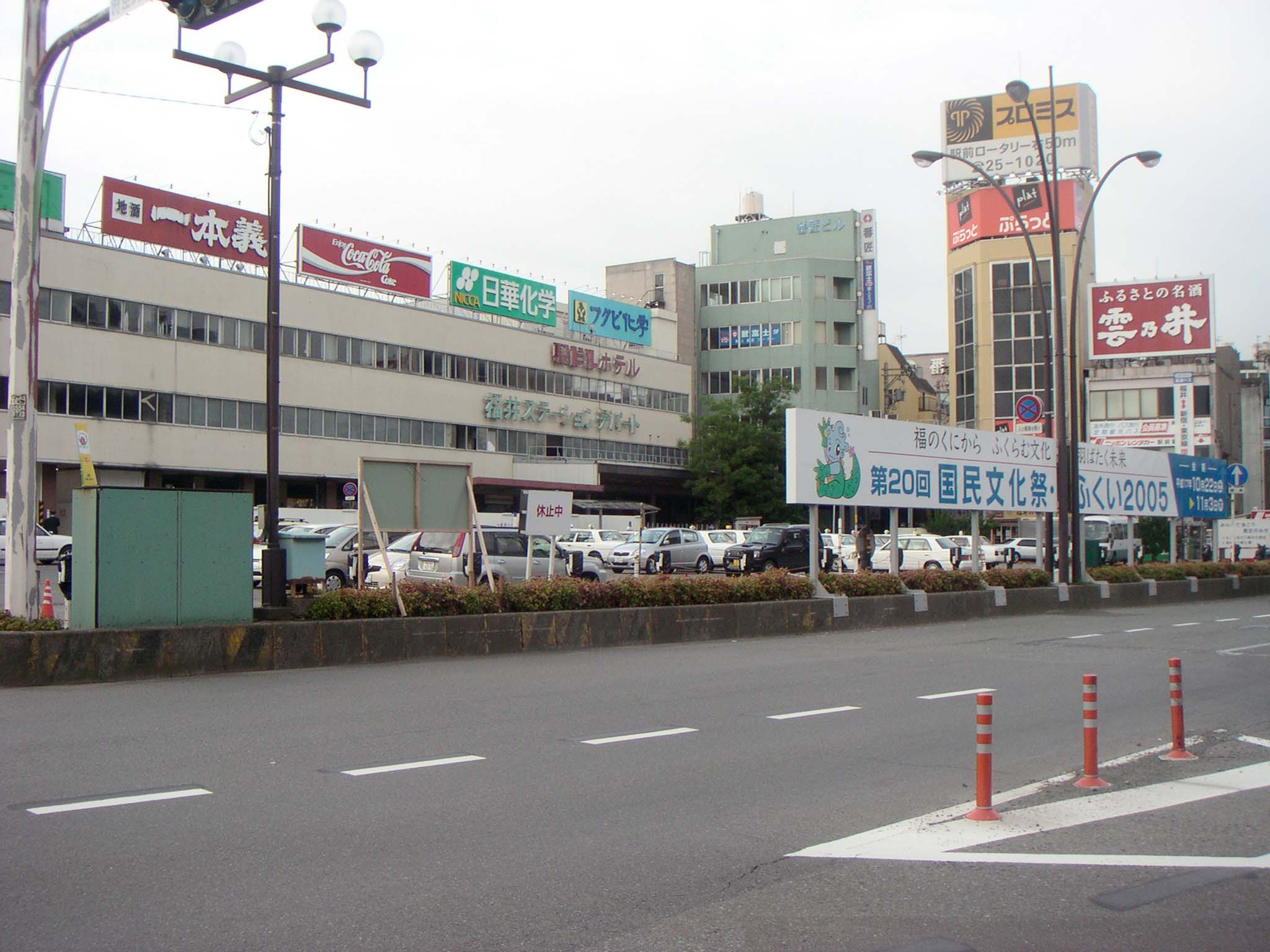
개축 이전의 후쿠이 역

- 1896년 7월 15일 - 관설철도 (뒷날의 일본국유철도) 호쿠리쿠 본선 쓰루가 역 ~ 후쿠이 역 구간의 개통과 동시에 개업.
- 1929년 9월 21일 - 교토 전등 에치젠 전기 철도선이 개업.
- 1942년 3월 2일 - 회사 합병으로 에치젠 전기 철도선의 후쿠이 역이 게이후쿠 전기 철도 소속이 되었다.
- 1987년 4월 1일 - 민영화에 따라 일본국유철도의 후쿠이 역이 서일본 여객철도의 소속이 되었다.
- 2003년 2월 1일 - 회사 분리로 게이후쿠 전기 철도의 후쿠이 역이 에치젠 철도의 소속이 되었다.
- 2024년 3월 16일: 호쿠리쿠 신칸센 개통, 재래선역은 해피라인 후쿠이로 이관됨.